# Marie de Gottrau-von Wattenwyl
Marie de Gottrau-von Wattenwyl (Bern, 29 november 1860 - Fribourg, 16 december 1910) was een Zwitserse feministe.

## Biografie
Marie de Gottrau-von Wattenwyl was een dochter van Albert von Wattenwyl, officier in dienst van het Koninkrijk der Beide Siciliën en tevens commandant van de Bernse rijkswacht en lid van de Grote Raad van Bern, en van Bertha von Mülinen. In 1885 huwde ze Marie Joseph Charles de Gottrau. Ze was oprichtster van de huishoudnormaalschool van Fribourg in 1898. Vanaf 1900 was ze lid van de Schweizerischer Gemeinnütziger Frauenverein. Ze was tevens voorzitster van het organisatiecomité van een internationaal congres voor huishoudkunde in Fribourg in 1908. Vanaf 1908 was ze ook voorzitster van het Office international de l'enseignement ménager.